# Бабухово
Бабухово — деревня в Меленковском районе Владимирской области, входит в состав Бутылицкого сельского поселения.

## География
Деревня расположена в 7 км на северо-восток от центра поселения села Бутылицы и в 29 км на север от райцентра города Меленки.

## История
Деревня впервые упоминается в окладных книгах Рязанской епархии за 1676 год в составе прихода погоста Куземского , в ней было 1 двор помещиков и 10 дворов крестьянских.
В XIX — первой четверти XX века деревня находилась на почтовой дороге из Меленок к Муромско-Владимирскому почтовому тракту и входила в состав Папулинской волости Меленковского уезда, с 1926 года — в составе Бутылицкой волости Муромского уезда. В 1859 году в деревне числилось 26 дворов, в 1905 году — 35 дворов, в 1926 году — 64 двора.
С 1929 года деревня входила в состав Зимницкого сельсовета Меленковского района, с 1958 года — в составе Бутылицкого сельсовета, с 2005 года — в составе Бутылицкого сельского поселения.

## Население
| 1859 | 1905 | 1926 | 2002 | 2010 | 2021 |
| ---- | ---- | ---- | ---- | ---- | ---- |
| 132  | ↗248 | ↗285 | ↘0   | →0   | →0   |